# Isla de Guana
La Isla de Guana (en inglés: Guana Island) es una isla de las Islas Vírgenes Británicas (BVI) un territorio británico de ultramar en el Mar Caribe. Es una de las pocas islas de propiedad privada en esta parte del mundo, y tiene siete playas de arena blanca y 850 acres (3,4 kilómetros cuadrados) de bosque tropical, montañas, colinas y valles. La isla es en su mayoría una reserva natural y tiene un pequeño complejo turístico.
Beth y Louis Bigelow, de Massachusetts compraron Guana en 1934. Con la ayuda de los hombres de la localidad se construyeron seis cabañas de piedra y se desarrolló una reputación como pioneros creativos. Sus invitados - profesionales, intelectuales y viajeros del mundo - fueron durante meses a la vez, atraídos por la vida sencilla, pero de ricos.
Henry y Gloria Jarecki, compraron Guana en 1975 y comenzaron a mejorar los alojamientos y otras instalaciones con el objetivo de mantener el estilo histórico de la isla y su entorno.